# Pfühlbrunnen

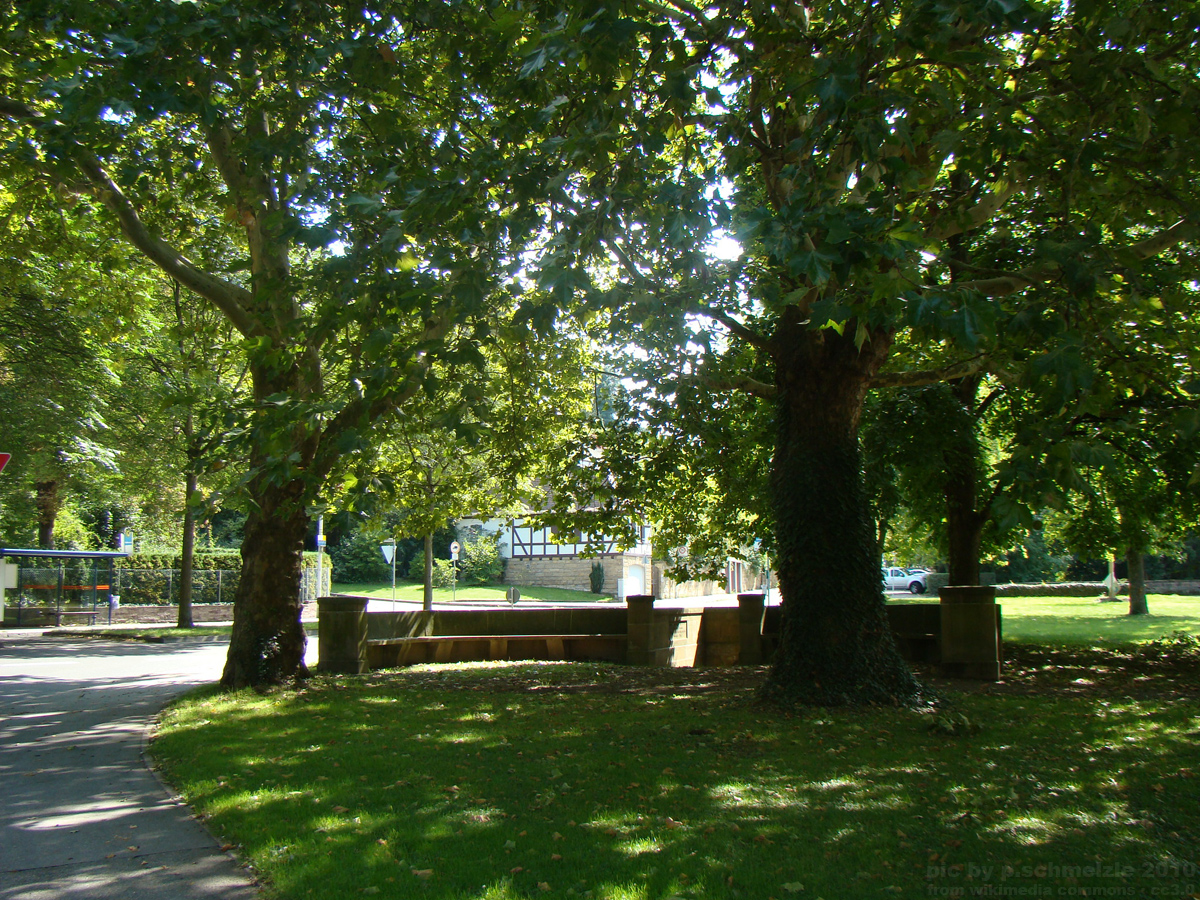
Pfühlbrunnen in Heilbronn

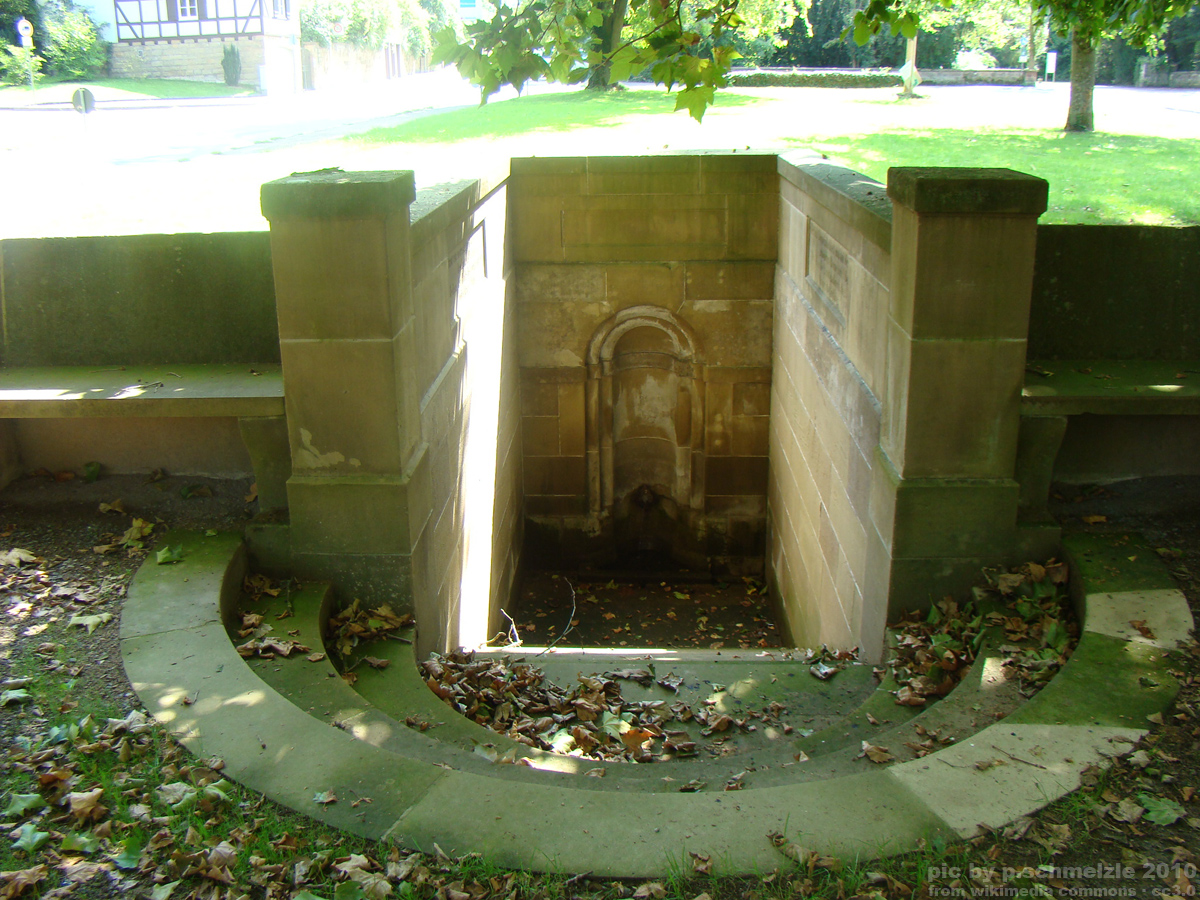
Quellfassung

Der Pfühlbrunnen ist ein denkmalgeschützter Brunnen an der Fasanenstraße in Heilbronn.

## Geschichte
Der Pfühlbrunnen geht auf eine 1795 gefasste Quelle zurück, die man 1858 rahmte und um steinerne Sitzbänke ergänzte. 1905 wurde die Anlage durch die Pflanzung einer Schillerlinde vervollständigt. Südöstlich des Pfühlbrunnens schließt sich der in den 1930er Jahren angelegte Pfühlpark an.
Bei der Anlage der Pfühl- und Schlizstraße wurde der Brunnen im Herbst 1936 nach Südosten versetzt. 2005 wurde er vom Förderverein für Garten- und Baukultur saniert.
Die Flanken der Quellfassung sind mit Inschriften versehen. Links steht: Einst ein morastiger Pfuhl, sey dieses beschattete Plätzchen Jedem, der Ruhe begehrt, jetzt ein behaglicher Pfühl. Rechts steht: Wer mit Bequemlichkeit nun aus dem schöneren Borne sich labet, dank’ es der Stadt dadurch, dass er ihn reinlich erhält.